# Football League Championship 2014-15
La Football League Championship 2014/15, también llamada "Sky Bet Championship" por razones de patrocinio, fue la décima primera edición de la segunda división inglesa desde su fundación en 2004. Empezó el 8 de agosto de 2014 y terminó el 25 de mayo de 2015.

## Ascensos y descensos
| Pos | a Premier League    |
| --- | ------------------- |
| 1º  | Leicester City      |
| 2º  | Burnley             |
| 3°  | Queens Park Rangers |

| Pos | a Football League Championship |
| --- | ------------------------------ |
| 18º | Norwich City                   |
| 19º | Fulham                         |
| 20º | Cardiff City                   |

| Pos | a Football League Championship |
| --- | ------------------------------ |
| 1º  | Wolverhampton Wanderers        |
| 2º  | Brentford                      |
| 3º  | Rotherham United               |

| Pos | a League One     |
| --- | ---------------- |
| 22º | Doncaster Rovers |
| 23º | Barnsley         |
| 24º | Yeovil Town      |

## Clubes
| Club                    | Ciudad        | Estadio              | Capacidad |
| ----------------------- | ------------- | -------------------- | --------- |
| AFC Bournemouth         | Bournemouth   | Dean Court           | 12.000    |
| Birmingham City         | Birmingham    | St. Andrew’s Stadium | 31.016    |
| Blackburn Rovers        | Blackburn     | Ewood Park           | 31.154    |
| Blackpool FC            | Blackpool     | Bloomfield Road      | 17.338    |
| Bolton Wanderers        | Bolton        | Macron Stadium       | 28.100    |
| Brentford FC            | Londres       | Griffin Park         | 12.763    |
| Brighton & Hove Albion  | Brighton      | Falmer Stadium       | 30.750    |
| Cardiff City            | Cardiff       | Cardiff City Stadium | 33.000    |
| Charlton Athletic       | Londres       | The Valley           | 27.111    |
| Derby County            | Derby         | Pride Park Stadium   | 33.597    |
| Fulham FC               | Londres       | Craven Cottage       | 25.700    |
| Huddersfield Town       | Huddersfield  | John Smith's Stadium | 24.500    |
| Ipswich Town            | Ipswich       | Portman Road         | 30.311    |
| Leeds United            | Leeds         | Elland Road          | 39.460    |
| Middlesbrough FC        | Middlesbrough | Riverside Stadium    | 34.742    |
| Millwall FC             | Londres       | The Den              | 20.146    |
| Norwich City            | Norwich       | Carrow Road          | 27.244    |
| Nottingham Forest       | Nottingham    | City Ground          | 30.576    |
| Reading FC              | Reading       | Madejski Stadium     | 24.224    |
| Rotherham United        | Rotherham     | New York Stadium     | 12.021    |
| Sheffield Wednesday     | Sheffield     | Hillsborough Stadium | 39.812    |
| Watford FC              | Watford       | Vicarage Road        | 17.477    |
| Wigan Athletic          | Wigan         | DW Stadium           | 25.133    |
| Wolverhampton Wanderers | Wolverhampton | Molineux Stadium     | 31.700    |

### Cuerpo técnico y uniformes
| Equipo                  | Entrenador        | Capitán          | Firma deportiva | Patrocinador                                                          |
| ----------------------- | ----------------- | ---------------- | --------------- | --------------------------------------------------------------------- |
| AFC Bournemouth         | Eddie Howe        | Tommy Elphick    | Fila            | Energy Consulting                                                     |
| Birmingham City         | Gary Rowett       | Paul Caddis      | Diadora         | Eze Group                                                             |
| Blackburn Rovers        | Gary Bowyer       | Scott Dann       | Nike            | RFS                                                                   |
| Blackpool               | Lee Clark         | Peter Clarker    | Erreà           | Wonga                                                                 |
| Bolton Wanderers        | Neil Lennon       | Neil Danns       | adidas          | FibrLec                                                               |
| Brentford               | Mark Warburton    | Kevin O'Connor   | ?               | ?                                                                     |
| Brighton & Hove Albion  | Óscar García      | Gordon Greer     | Erreà           | American Express                                                      |
| Cardiff City            | Rusell Slade      | David Marshall   | Puma            | SBOBET                                                                |
| Charlton Athletic       | Guy Luzon         | Chris Solly      | Nike            | Andrews Air-conditioning                                              |
| Derby County            | Steve McClaren    | Richard Keogh    | Kappa           | buymobiles.net                                                        |
| Doncaster Rovers        | Paul Dickov       | Rob Jones        | Just Sport      | One Call Insurance                                                    |
| Huddersfield Town       | Mark Robins       | Peter Clarke     | Puma            | Rekorderlig Cider (H) RadianB (A) Cavonia (3rd)                       |
| Ipswich Town            | Mick McCarthy     | Carlos Edwards   | Mitre           | Marcus Evans                                                          |
| Leeds United            | Brian McDermott   | Rodolph Austin   | Macron          | Enterprise Insurance (delante) Help Link Direct (back)                |
| Middlesbrough           | Aitor Karanka     | Rhys Williams    | adidas          | Ramsdens                                                              |
| Millwall                | Neil Harris       | Alan Dunne       | Macron          | Prostate Cancer UK                                                    |
| Nottingham Forest       | Billy Davies      | Chris Cohen      | adidas          | Fawaz International Refrigeration & Air Conditioning Company          |
| Reading                 | Nigel Adkins      | Jobi McAnuff     | Puma            | Waitrose (delante) Marussia F1 (rear)                                 |
| Rotherham United        | Steve Evans       | Craig Morgan     | ?               | ?                                                                     |
| Sheffield Wednesday     | Dave Jones        | Martin Taylor    | Puma            | delante local: WanDisco Bartercard (delante visitante) GCI Com (back) |
| Watford                 | Slaviša Jokanović | Troy Deeney      | Puma            | 138.com (delante) Football Manager (back)                             |
| Wigan Athletic          | Gary Caldwell     | Emmerson Boyce   | MiFit           | 12BET                                                                 |
| Wolverhampton Wanderers | Kenny Jackett     | Richard Stearman | ?               | ?                                                                     |

### Equipos por condados

#### Condados de Inglaterra
| Región                | N.º | Equipos                                         |
| --------------------- | --- | ----------------------------------------------- |
| Gran Londres          | 4   | Brentford, Charlton Athletic, Millwall y Fulham |
| Lancashire            | 2   | Blackburn Rovers y Blackpool                    |
| Gran Mánchester       | 2   | Bolton Wanderers y Wigan Athletic               |
| West Yorkshire        | 2   | Leeds United y Huddersfield Town                |
| Yorkshire del Sur     | 2   | Sheffield Wednesday y Rotherham United          |
| Midlands Occidentales | 2   | Birmingham City y Wolverhampton Wanderers       |
| Nottinghamshire       | 1   | Nottingham Forest                               |
| Derbyshire            | 1   | Derby County                                    |
| Suffolk               | 1   | Ipswich Town                                    |
| Sussex Oriental       | 1   | Brighton & Hove Albion                          |
| Dorset                | 1   | AFC Bournemouth                                 |
| Berkshire             | 1   | Reading                                         |
| Yorkshire del Norte   | 1   | Middlesbrough                                   |
| Norfolk               | 1   | Norwich City                                    |
| Hertfordshire         | 1   | Watford                                         |

#### Condados preservados de Gales
| Región            | N.º | Equipos      |
| ----------------- | --- | ------------ |
| Glamorgan del Sur | 1   | Cardiff City |

## Clasificación
Los dos primeros equipos de la clasificación ascienden directamente a la Premier League 2015/16, los clubes ubicados del tercer al sexto puesto disputan un playoff para determinar un tercer ascenso.
|  |     | Equipos                 | PJ | PG | PE | PP | GF | GC | Dif. | Pts. |
|  | --- | ----------------------- | -- | -- | -- | -- | -- | -- | ---- | ---- |
|  | 1.  | AFC Bournemouth (C) (A) | 46 | 26 | 12 | 8  | 98 | 45 | +53  | 90   |
|  | 2.  | Watford (A)             | 46 | 27 | 8  | 11 | 91 | 50 | +41  | 89   |
|  | 3.  | Norwich (A)             | 46 | 25 | 11 | 10 | 88 | 48 | +40  | 86   |
|  | 4.  | Middlesbrough           | 46 | 25 | 10 | 11 | 68 | 37 | +31  | 85   |
|  | 5.  | Brentford               | 46 | 23 | 9  | 14 | 78 | 59 | +19  | 78   |
|  | 6.  | Ipswich Town            | 46 | 22 | 12 | 12 | 72 | 54 | +18  | 78   |
|  | 7.  | Wolverhampton Wanderers | 46 | 22 | 12 | 12 | 70 | 56 | +14  | 78   |
|  | 8.  | Derby County            | 46 | 21 | 14 | 11 | 85 | 56 | +29  | 77   |
|  | 9.  | Blackburn Rovers        | 46 | 17 | 16 | 13 | 66 | 59 | +7   | 67   |
|  | 10. | Birmingham City         | 46 | 16 | 15 | 15 | 54 | 64 | -10  | 63   |
|  | 11. | Cardiff City            | 46 | 16 | 14 | 16 | 57 | 61 | -4   | 62   |
|  | 12. | Charlton Athletic       | 46 | 14 | 18 | 14 | 54 | 60 | -6   | 60   |
|  | 13. | Sheffield Wednesday     | 46 | 14 | 18 | 14 | 43 | 49 | -6   | 60   |
|  | 14. | Nottingham Forest       | 46 | 15 | 14 | 17 | 71 | 69 | +2   | 59   |
|  | 15. | Leeds United            | 46 | 15 | 11 | 20 | 50 | 61 | -11  | 56   |
|  | 16. | Huddersfield Town       | 46 | 13 | 16 | 17 | 58 | 75 | -17  | 55   |
|  | 17. | Fulham                  | 46 | 14 | 10 | 22 | 62 | 83 | -21  | 52   |
|  | 18. | Bolton Wanderers        | 46 | 13 | 12 | 21 | 54 | 67 | -13  | 51   |
|  | 19. | Reading                 | 46 | 13 | 11 | 22 | 48 | 69 | -21  | 50   |
|  | 20. | Brighton & Hove Albion  | 46 | 10 | 17 | 19 | 44 | 54 | -10  | 47   |
|  | 21. | Rotherham United        | 46 | 11 | 16 | 19 | 46 | 67 | -21  | 46   |
|  | 22. | Millwall (D)            | 46 | 9  | 14 | 23 | 42 | 76 | -34  | 41   |
|  | 23. | Wigan Athletic (D)      | 46 | 9  | 12 | 25 | 39 | 64 | -25  | 39   |
|  | 24. | Blackpool (D)           | 46 | 4  | 14 | 28 | 36 | 91 | -55  | 26   |

PJ = Partidos jugados; PG = Partidos ganados; PE = Partidos empatados; PP = Partidos perdidos; GF = Goles a favor; GC = Goles en contra; Dif. = Diferencia de goles; Pts. = Puntos
(D) Descendido 

(A) Ascendido 

|  | Asciende a la Premier League            |
|  | Clasificado para el play-off de ascenso |
|  | Desciende a Football League One         |

## Play-offs por el tercer ascenso a la Premier League
|  | Semifinales                        | Semifinales                        | Semifinales                        |   |               | Final      | Final      |  |
|  | Ida 8 y 9 - Vuelta 15 y 16 de mayo | Ida 8 y 9 - Vuelta 15 y 16 de mayo | Ida 8 y 9 - Vuelta 15 y 16 de mayo |   |               | 25 de mayo | 25 de mayo |  |
|  |                                    |                                    |                                    |   |               |            |            |  |
|  |                                    |                                    |                                    |   |               |            |            |  |
|  | Brentford                          | 1                                  | 0                                  |   |               |            |            |  |
|  | Brentford                          | 1                                  | 0                                  |   |               |            |            |  |
|  | Middlesbrough                      | 2                                  | 3                                  |   |               |            |            |  |
|  | Middlesbrough                      | 2                                  | 3                                  |   | Middlesbrough | 0          |            |  |
|  |                                    |                                    |                                    |   | Middlesbrough | 0          |            |  |
|  |                                    |                                    | Norwich City                       | 2 |               |            |            |  |
|  | Ipswich Town                       | 1                                  | Norwich City                       | 2 | 1             |            |            |  |
|  | Ipswich Town                       | 1                                  |                                    |   | 1             |            |            |  |
|  | Norwich City                       | 1                                  | 3                                  |   |               |            |            |  |
|  | Norwich City                       | 1                                  | 3                                  |   |               |            |            |  |
|  |                                    |                                    |                                    |   |               |            |            |  |

- Norwich City obtiene el tercer ascenso a la Premier League 2015/16 tras derrotar al Middlesbrough por 2-0 en el Estadio de Wembley.

### Goleadores
| Jugador       | Equipo           | Goles |
| ------------- | ---------------- | ----- |
| Daryl Murphy  | Ipswich Town     | 27    |
| Troy Deeney   | Watford          | 21    |
| Jordan Rhodes | Blackburn Rovers | 21    |